# Medzianky
Medzianky é um município da Eslováquia, situado no distrito de Vranov nad Topľou, na região de Prešov. Tem 4,93 km² de área e sua população em 2018 foi estimada em 292 habitantes.

## Demografia
| Ano:        | 1994 | 2004   | 2014   | 2024   |
| ----------- | ---- | ------ | ------ | ------ |
| Broj ljudi: | 300  | 317    | 293    | 310    |
| Razlika:    |      | +5,66% | -7,57% | +5,80% |

| Ano:               | 2023 | 2024   |
| ------------------ | ---- | ------ |
| Número de pessoas: | 309  | 310    |
| Diferença:         |      | +0,32% |